# Juan Manuel Vallejo Tapia
Juan Manuel Vallejo Tapia (Moroleón, Guanajuato; 9 de marzo de 1993) es un ingeniero industrial —con especialidad en logística—, bombero-paramédico y autor mexicano. Su obra literaria incluye relatos, microcolecciones y novelas breves que se inscriben mayoritariamente en el terror psicológico, el horror simbólico y el horror cósmico. Publica en formatos digital e impreso y participa en antologías y colectivos temáticos.

## Reseña biográfica
Vallejo Tapia estudió Ingeniería Industrial y figura en repositorios académicos vinculados a la Universidad Virtual del Estado de Guanajuato (UVEG). Ha cursado estudios de posgrado, entre ellos una Maestría en Dirección de Proyectos y un MBA internacional. Su actividad profesional abarca la labor como bombero y paramédico, así como la coordinación de brigadas de vigilancia y combate contra incendios forestales en su región.

## Trayectoria literaria
Su producción literaria se compone de colecciones de relatos y textos breves que exploran la culpa, la memoria, la locura y la relación entre lo humano y lo natural, con énfasis en el terror existencial y el horror cósmico. Ha publicado obra propia y participado en antologías colectivas y en proyectos editoriales de alcance internacional.

## Aportes científico-ambientales
Ha publicado materiales divulgativos y documentales destinados a la promoción ambiental y al reconocimiento de la biodiversidad local. Entre estos trabajos destacan las publicaciones **Las Aves de Yuriria** y **Mariposas de Yuriria: Explora y Colorea**, concebidas como herramientas de educación ambiental que incluyen listados de especies, ilustraciones y notas divulgativas para la difusión y conservación de la fauna regional. Estas obras están disponibles en repositorios académicos y se citan como fuentes de divulgación local. 

## Obras seleccionadas
- Cantos de la desesperación — colección de relatos.
- La noche no me asusta — colección de cuentos.
- El regalo que nadie quiso — novela de terror psicológico.
- Arboledas: Relatos de Terror Psicológico. [6]
- Primigenio: Microcolección de relatos de horror cósmico.
- Silencio Infecto: Archivo de Terror Psicológico — compendio de relatos (2025).
- Las Aves de Yuriria — publicación de divulgación ambiental y registro faunístico local. [7]
- Mariposas de Yuriria: Explora y Colorea — material divulgativo sobre lepidópteros locales. [8]

## Relatos en antologías y colecciones (selección)
Ha contribuido con relatos incluidos en ediciones de la Editorial Luna Llena (España), entre los que figuran títulos como «Sonrisa helada», «La carta» y «La prima de Vera».

## Ensayos y participación en antologías
Ha publicado ensayos sobre terror existencial; entre ellos figura el texto titulado «La carretera» en la revista *(Eco)Lee* (Voliarte). Además participa en antologías internacionales de horror ecológico y cósmico. 

## Distinciones
- Reconocimiento como representante de la Brigada Virtual de Vigilancia Forestal Yuriria en el Día Nacional del Combatiente Contra Incendios Forestales (julio de 2025). [15]
- Mención honorífica por contribución a antología internacional (registro público en redes sociales). [16]